# Матия Де Шильо
Матия Де Шильо (на италиански: Mattia De Sciglio) е италиански футболист на Емполи, който играе на поста десен/ляв защитник.

## Клубна кариера

### Ранна кариера
Роден в Милано, Де Шильо заиграва футбол в центъра „Санта Киара и Сан Франческо“ близо до Розано. През 2001 г. се премества в аматьорския отбор Чимиано. През 2002 г., само 10-годишен, се премества в академията на Милан, където престоява девет години. През 2010 г. е част от отбора до 20 години, който печели „Купа Примавера“, която до този момент не е печелена от 25 години.

### Сезон 2011/12
За старта на сезон 2011/12 Де Шильо е промотиран в първия състав от треньора на отбора Масимилиано Алегри.
На 28 септември 2011 г. прави своя професионален дебют, влизайки като резерва в мач от турнира Шампионска лига срещу Виктория Пилзен. Милан печели мача с 2 – 0. Второто си участие за Милан и първо като титуляр записва отново срещу Виктория Пилзен в мач, изигран на 6 декември 2012 г., завършил 2 – 2.
На 10 април 2012 г. Де Шильо прави официален дебют в Серия А, започвайки като титуляр в мач срещу отбора на Киево. Милан побеждава в мача с 1 – 0 като гост.
На 6 май 2012 г. изиграва своето първо Дерби на Милано, заменяйки през първото полувреме Даниеле Бонера, а Милан губи мача с 4 – 2.

### Сезон 2012/13
За сезон 2012/13 Де Шильо взима фланелката с номер 2. Той описва това като „много важно“ за кариерата му, защото номера е носен „от велики играчи като Мауро Тасоти и Кафу“ и „се надява да стигне тяхното ниво“. Матия се бори с Игнасио Абате за титулярното място, а понякога е използван и като ляв защитник. Младият бек записва 27 мача през сезона и оставя добри впечатления. Повикан е и в мъжкия национален отбор на Италия.

## Национален отбор
В периода 2010 – 2011 г. Де Шильо изиграва 8 мача за отбора на Италия до 19 години. Реализира и гол по време на квалификациите за Световното първенство до 19 години. Преместен е в състава до 20 години, където изиграва общо 6 мача през 2011 и 2012 година.
На 25 април 2012 г. прави дебюта си за Италия до 21 години, влизайки като резерва в контрола срещу Шотландия до 21, която Италия печели с 4 – 1.
4 месеца след дебюта си за Италия до 21, Де Шильо е повикан от Чезаре Прандели в мъжкия национален отбор на Италия за контролата срещу Англия на 15 август 2012 г. Италия губи мача с 2 – 1, а Де Шильо остава на скамейката като неизползвана резерва.
На 21 март 2013 дебютира за мъжкия национален отбор на Италия в контрола с Бразилия.

## Отличия
Милан
- Суперкупа на Италия: 2011, 2016

Ювентус
- Серия А: 2017/18, 2018/19, 2019/20
- Купа на Италия: 2017/18, 2023/24
- Суперкупа на Италия: 2018